# SBS Drama Awards
Los SBS Drama Awards (en hangul, SBS 연기대상; romanización revisada, SBS Yeon-gi Daesang), también conocido como SBS Awards Festival, es una ceremonia de premios presentada anualmente por Seoul Broadcasting System (SBS) por logros sobresalientes en dramas coreanos transmitidos en su red. Se celebra anualmente el 31 de diciembre. El mayor honor de la ceremonia es el «Gran Premio» (대상, Daesang), otorgado al mejor actor o actriz del año.

## Gran Premio (Daesang)
| N.º | Año  | Ganador/a       | Drama                    | Ref.          |
| --- | ---- | --------------- | ------------------------ | ------------- |
| 1   | 1993 | Lee Mi-sook     | How's Your Husband?      |               |
| 2   | 1994 | Choi Myung-gil  | Marriage                 |               |
| 3   | 1995 | Choi Min-soo    | Sandglass                |               |
| 4   | 1996 | Park Geun-hyung | The Brothers' River      |               |
| 5   | 1997 | —               | —                        |               |
| 6   | 1998 | Kim Hee-sun     | Mister Q                 |               |
| 7   | 1999 | Shim Eun-ha     | Trap of Youth            |               |
| 8   | 2000 | Go Doo-shim     | Virtue                   |               |
| 9   | 2001 | Kang Soo-yeon   | Ladies of the Palace     |               |
| 9   | 2001 | Jeon In-hwa     | Ladies of the Palace     |               |
| 10  | 2002 | Ahn Jae-mo      | Rustic Period            |               |
| 11  | 2003 | Lee Byung-hun   | All In                   |               |
| 12  | 2004 | Park Shin-yang  | Lovers in Paris          |               |
| 12  | 2004 | Kim Jung-eun    | Lovers in Paris          |               |
| 13  | 2005 | Jeon Do-yeon    | Lovers in Prague         |               |
| 14  | 2006 | Han Hye-sook    | Dear Heaven              | [ 1 ]         |
| 15  | 2007 | Park Shin-yang  | War of Money             | [ 2 ]         |
| 15  | 2007 | Kim Hee-ae      | My Husband's Woman       | [ 2 ]         |
| 16  | 2008 | Moon Geun-young | Painter of the Wind      | [ 3 ]         |
| 17  | 2009 | Jang Seo-hee    | Temptation of Wife       | [ 4 ]         |
| 18  | 2010 | Go Hyun-jung    | Daemul                   | [ 5 ]         |
| 19  | 2011 | Han Suk-kyu     | Deep Rooted Tree         | [ 6 ]         |
| 20  | 2012 | Son Hyun-joo    | The Chaser               | [ 7 ]         |
| 21  | 2013 | Lee Bo-young    | I Can Hear Your Voice    | [ 8 ]         |
| 22  | 2014 | Jun Ji-hyun     | My Love from the Star    | [ 9 ]         |
| 23  | 2015 | Joo Won         | Yong Pal                 | [ 10 ]        |
| 24  | 2016 | Han Suk-kyu     | Kim, el doctor romántico | [ 11 ]        |
| 25  | 2017 | Ji Sung         | Innocent Defendant       | [ 12 ] [ 13 ] |
| 26  | 2018 | Kam Woo-sung    | Should We Kiss First?    | [ 14 ]        |
| 26  | 2018 | Kim Sun-a       | Should We Kiss First?    | [ 14 ]        |
| 27  | 2019 | Kim Nam-gil     | The Fiery Priest         | [ 15 ]        |
| 28  | 2020 | Namkoong Min    | Hot Stove League         | [ 16 ]        |

## SBS Special Award
| Año  | Ganador/a    | Drama                       |
| ---- | ------------ | --------------------------- |
| 2013 | Jo In-sung   | That Winter, the Wind Blows |
| 2014 | Lee Jong-suk | Pinocchio, Doctor Stranger  |

## Premios a la excelencia en la actuación

### Mejores actores
| Año  | Mejor actor     | Mejor actor                                      | Mejor actriz  | Mejor actriz               |
| Año  | Ganador         | Drama                                            | Ganadora      | Drama                      |
| ---- | --------------- | ------------------------------------------------ | ------------- | -------------------------- |
| 1996 | Lee Jung-gil    | The Beginning of Happiness                       | Lee Hwi-hyang | The Beginning of Happiness |
| 1998 | Kim Min-jong    | Mister Q                                         | Lee Young-ae  | Romance                    |
| 1999 | Lee Geung-young | Love Story: Rose, Crystal                        | Kim Young-ae  | Waves                      |
| 2000 | Park In-hwan    | Wang Rung's Land                                 | Chae Shi-ra   | Cheers for Women           |
| 2001 | Cho Jae-hyun    | Piano                                            | Do Ji-won     | Ladies of the Palace       |
| 2002 | Jang Hyuk       | Great Ambition Successful Story of a Bright Girl | Jeon Do-yeon  | Shoot for the Stars        |
| 2003 | Cha In-pyo      | Perfect Love                                     | Song Hye-kyo  | All In                     |
| 2004 | Jo In-sung      | Something Happened in Bali                       | Ha Ji-won     | Something Happened in Bali |
| 2005 | Kim Joo-hyuk    | Lovers in Prague                                 | Kim Mi-sook   | Queen's Conditions         |
| 2006 | Kim Kap-soo     | Yeon Gaesomun                                    | Son Ye-jin    | Alone in Love              |
| 2007 | Jun Kwang-ryul  | The King and I                                   | Lee Yo-won    | Surgeon Bong Dal-hee       |
| 2007 | Jun Kwang-ryul  | The King and I                                   | Park Jin-hee  | War of Money               |
| 2008 | Lee Joon-gi     | Iljimae                                          | Kim Ha-neul   | On Air                     |
| 2008 | Lee Joon-gi     | Iljimae                                          | Song Yoon-ah  | On Air                     |
| 2009 | So Ji-sub       | Caín y Abel                                      | Kim Mi-sook   | Sorpresas del destino      |

### Miniserie
| Año  | Mejor actor   | Mejor actor              | Mejor actriz  | Mejor actriz                |
| Año  | Ganador       | Drama                    | Ganadora      | Drama                       |
| ---- | ------------- | ------------------------ | ------------- | --------------------------- |
| 2012 | Lee Min-ho    | Faith                    | Jung Ryeo-won | History of a Salaryman      |
| 2013 | So Ji-sub     | Master's Sun             | Song Hye-kyo  | That Winter, the Wind Blows |
| 2014 | Park Yoo-chun | Three Days               | Gong Hyo-jin  | It's Okay, That's Love      |
| 2015 | Park Yoo-chun | The Girl Who Sees Smells | Kim Tae-hee   | Yong Pal                    |
| 2019 | Lee Seung-gi  | Vagabond                 | Bae Suzy      | Vagabond                    |

### Drama de longitud media
| Año  | Mejor actor   | Mejor actor                    | Mejor actriz   | Mejor actriz           |
| Año  | Ganador       | Drama                          | Ganadora       | Drama                  |
| ---- | ------------- | ------------------------------ | -------------- | ---------------------- |
| 2010 | Hyun Bin      | Jardín secreto                 | Ha Ji-won      | Jardín secreto         |
| 2010 | Kwon Sang-woo | Daemul                         | Ha Ji-won      | Jardín secreto         |
| 2011 | Ji Sung       | Protect the Boss               | Choi Kang-hee  | Protect the Boss       |
| 2011 | Lee Min-ho    | City Hunter                    | Choi Kang-hee  | Protect the Boss       |
| 2012 | So Ji-sub     | Phantom                        | Han Ji-min     | Rooftop Prince         |
| 2013 | Lee Min-ho    | The Heirs                      | Lee Yo-won     | Empire of Gold         |
| 2014 | Kim Soo-hyun  | My Love from the Star          | Park Shin-hye  | Pinocchio              |
| 2015 | Yoo Jun-sang  | Heard It Through the Grapevine | Choi Myung-gil | Punch                  |
| 2015 | Cho Jae-hyun  | Punch                          | Choi Myung-gil | Punch                  |
| 2019 | Jo Jung-suk   | The Nokdu Flower               | Lee Ha-nee     | The Fiery Priest       |
| 2020 | Um Ki-joon    | Penthouse: War In Life         | Kim So-yeon    | Penthouse: War In Life |
| 2020 | Um Ki-joon    | Penthouse: War In Life         | Eugene         | Penthouse: War In Life |
| 2020 | Um Ki-joon    | Penthouse: War In Life         | Lee Ji-ah      | Penthouse: War In Life |

### Drama de planificación especial
| Año  | Mejor actor  | Mejor actor          | Mejor actriz | Mejor actriz         |
| Año  | Ganador      | Drama                | Ganadora     | Drama                |
| ---- | ------------ | -------------------- | ------------ | -------------------- |
| 2010 | Lee Beom-soo | Giant                | Kim Jung-eun | I Am Legend          |
| 2011 | Jang Hyuk    | Midas                | Soo Ae       | Mil días de promesas |
| 2011 | Kim Rae-won  | Mil días de promesas | Soo Ae       | Mil días de promesas |

### Drama serial
| Año  | Mejor actor    | Mejor actor                   | Mejor actriz   | Mejor actriz          |
| Año  | Ganador        | Drama                         | Ganadora       | Drama                 |
| ---- | -------------- | ----------------------------- | -------------- | --------------------- |
| 2010 | Son Hyun-joo   | Definitely Neighbors          | Yoo Ho-jeong   | Definitely Neighbors  |
| 2011 | Lee Dong-wook  | Scent of a Woman              | Kim Sun-a      | Scent of a Woman      |
| 2012 | Jang Dong-gun  | Como aman los hombres         | Kim Ha-neul    | Como aman los hombres |
| 2013 | Jun Kwang-ryul | Amor apasionado               | Nam Sang-mi    | Goddess of Marriage   |
| 2014 | Lee Je-hoon    | Secret Door                   | Hwang Jung-eum | Endless Love          |
| 2015 | Yoo Ah-in      | Six Flying Dragons            | Kim Hyun-joo   | I Have a Lover        |
| 2016 | Jang Keun-suk  | Jackpot                       | Kim Hae-sook   | Yes, That's How It Is |
| 2019 | Seo Do-young   | Gangnam Scandal Want a Taste? | Shim Yi-young  | Want a Taste?         |

### Drama de género y fantasía
| Año  | Mejor actor | Mejor actor            | Mejor actriz  | Mejor actriz |
| Año  | Ganador     | Drama                  | Ganadora      | Drama        |
| ---- | ----------- | ---------------------- | ------------- | ------------ |
| 2016 | Kim Rae-won | Doctors                | Park Shin-hye | Doctors      |
| 2016 | Lee Min-ho  | Legend of the Blue Sea | Park Shin-hye | Doctors      |

### Drama de comedia romántica
| Año  | Mejor actor  | Mejor actor         | Mejor actriz | Mejor actriz     |
| Año  | Ganador      | Drama               | Ganadora     | Drama            |
| ---- | ------------ | ------------------- | ------------ | ---------------- |
| 2016 | Jo Jung-suk  | Celos encarnados    | Gong Hyo-jin | Celos encarnados |
| 2016 | Namkoong Min | Beautiful Gong Shim | Gong Hyo-jin | Celos encarnados |

### Drama de lunes a martes
| Año  | Mejor actor  | Mejor actor      | Mejor actriz | Mejor actriz                 |
| Año  | Ganador      | Drama            | Ganadora     | Drama                        |
| ---- | ------------ | ---------------- | ------------ | ---------------------------- |
| 2017 | Namkoong Min | Distorted        | Lee Bo-young | Whisper                      |
| 2018 | Lee Je-hoon  | Where Stars Land | Shin Hye-sun | Treinta, pero aún diecisiete |

### Drama de miércoles a jueves
| Año  | Mejor actor   | Mejor actor             | Mejor actriz | Mejor actriz            |
| Año  | Ganador       | Drama                   | Ganadora     | Drama                   |
| ---- | ------------- | ----------------------- | ------------ | ----------------------- |
| 2017 | Lee Jong-suk  | While You Were Sleeping | Bae Suzy     | While You Were Sleeping |
| 2018 | Choi Jin-hyuk | La última emperatriz    | Jang Na-ra   | La última emperatriz    |
| 2018 | Shin Sung-rok | La última emperatriz    | Jang Na-ra   | La última emperatriz    |

### Drama diario/fin de semana
| Año  | Mejor actor   | Mejor actor      | Mejor actriz | Mejor actriz    |
| Año  | Ganador       | Drama            | Ganadora     | Drama           |
| ---- | ------------- | ---------------- | ------------ | --------------- |
| 2017 | Ahn Nae-sang  | Band of Sisters  | Son Yeo-eun  | Band of Sisters |
| 2018 | Jung Woong-in | Mrs. Ma, Nemesis | Kim So-yeon  | Secret Mother   |

### Miniserie de fantasía y romance
| Año  | Mejor actor | Mejor actor            | Mejor actriz | Mejor actriz        |
| Año  | Ganador     | Drama                  | Ganadora     | Drama               |
| ---- | ----------- | ---------------------- | ------------ | ------------------- |
| 2020 | Lee Min-ho  | El rey: Eterno monarca | Park Eun-bin | Do You Like Brahms? |

### Miniserie de género y acción
| Año  | Mejor actor | Mejor actor | Mejor actriz  | Mejor actriz |
| Año  | Ganador     | Drama       | Ganadora      | Drama        |
| ---- | ----------- | ----------- | ------------- | ------------ |
| 2020 | Ju Ji-hoon  | Hyena       | Kim Seo-hyung | Nobody Knows |

## Premios a los actores de reparto
| Año  | Mejor actor de reparto | Mejor actor de reparto          | Mejor actriz de reparto | Mejor actriz de reparto                            |
| Año  | Ganador                | Drama                           | Ganadora                | Drama                                              |
| ---- | ---------------------- | ------------------------------- | ----------------------- | -------------------------------------------------- |
| 1998 | Kwon Hae-hyo           | Mister Q Eun-shil               | Kim Eun-jung            | Mister Q Eun-shil                                  |
| 1999 | Cho Jae-hyun           | Happy Together                  | -                       | -                                                  |
| 2000 | Lee Won-jong           | The Foul King                   | Kim Sung-ryung          | Juliet's Man                                       |
| 2000 | Lee Won-jong           | The Foul King                   | Lee Mi-young            | Who Are You                                        |
| 2001 | Choi Jong-hwan         | Ladies of the Palace            | Han Young-sook          | Ladies of the Palace                               |
| 2001 | Son Hyun-joo           | Pardon                          | Han Young-sook          | Ladies of the Palace                               |
| 2002 | Lee Won-jong           | Rustic Period                   | Kim Gyu-ri              | Glass Slippers                                     |
| 2002 | Park Jun-gyu           | Rustic Period                   | Lee Se-eun              | Rustic Period                                      |
| 2003 | Heo Joon-ho            | All In                          | Kim Jung-hwa            | Into the Sun                                       |
| 2003 | Heo Joon-ho            | All In                          | Yoo Sun                 | South of the Sun                                   |
| 2004 | Ryu Soo-young          | Jang Gil-san                    | Shin Yi                 | Something Happened in Bali                         |
| 2005 | Kim Kap-soo            | The Land                        | Song Ok-sook            | Fashion 70's                                       |
| 2006 | Gong Hyung-jin         | Alone in Love                   | Oh Yoon-ah              | Alone in Love                                      |
| 2006 | Jeon No-min            | Love and Ambition               | Chu Sang-mi             | Love and Ambition                                  |
| 2007 | Lee Won-jong           | War of Money                    | Ha Yoo-mi               | My Husband's Woman                                 |
| 2007 | Oh Dae-gyu             | Love and Hate First Wives' Club | Kim Mi-sook             | Lobbyist                                           |
| 2007 | Oh Dae-gyu             | Love and Hate First Wives' Club | Lee Se-eun              | Yeon Gaesomun                                      |
| 2008 | Lee Moon-sik           | Iljimae                         | Kim Ja-ok               | Working Mom                                        |
| 2008 | Son Hyun-joo           | Tazza                           | Kim So-yeon             | Gourmet                                            |
| 2008 | Lee Han-wi             | Máscara de cristal              | Kim Hee-jung            | First Wives' Club                                  |
| 2009 | Baek Seung-hyeon       | Caín y Abel                     | Na Young-hee            | Style                                              |
| 2009 | Kang Seok-woo          | Smile, You                      | Cha Hwa-yeon            | Temptation of an Angel                             |
| 2009 | Choi Jun-yong          | Temptation of Wife              | Lee Hwi-hyang           | Te amaré por siempre                               |
| 2010 | Lee Jae-yong           | Daemul                          | Lee Soo-kyung           | Daemul                                             |
| 2010 | Lee Deok-hwa           | Giant                           | Hong Ji-min             | I Am Legend                                        |
| 2010 | Shin Sung-rok          | Definitely Neighbors            | Im Ji-eun               | Three Sisters                                      |
| 2017 | Kim Won-hae            | While You Were Sleeping         | Park Jin-joo            | Reunited Worlds                                    |
| 2018 | Im Won-hee             | Wok of Love                     | Ye Ji-won               | Should We Kiss First? Treinta, pero aún diecisiete |
| 2019 | Go Jun                 | The Fiery Priest                | Lee Chung-ah            | VIP                                                |
| 2019 | Go Jun                 | The Fiery Priest                | Moon Jeong-hee          | Vagabond                                           |
| 2020 | Kim Joo-hun            | Kim, el doctor romántico 2      | Jin Kyung               | Kim, el doctor romántico 2                         |
| 2020 | Park Eun-seok          | Penthouse: War In Life          | Jin Kyung               | Kim, el doctor romántico 2                         |

## Premios especiales de actuación
| Año  | Mejor actor     | Mejor actor                    | Mejor actriz    | Mejor actriz                     |
| Año  | Ganador         | Drama                          | Ganadora        | Drama                            |
| ---- | --------------- | ------------------------------ | --------------- | -------------------------------- |
| 1996 | Moon Oh-jang    |                                | Yeo Woon-kay    | LA Arirang                       |
| 1998 | Lee Nak-hoon    |                                | -               | -                                |
| 2007 | -               | -                              | Như Quỳnh       | Golden Bride                     |
| 2011 | Park Yeong-gyu  | Protect the Boss               | Song Ok-sook    | Deep Rooted Tree                 |
| 2011 | Yoon Je-moon    | Midas                          | Lee Mi-sook     | Mil días de promesas             |
| 2011 | Jin Tae-hyun    | Pure Pumpkin Flower            | Kim Hye-ok      | Scent of a Woman                 |
| 2012 | Lee Deok-hwa    | History of a Salaryman         | Jang Shin-young | The Chaser                       |
| 2012 | Kwak Do-won     | Phantom                        | Lee Jin         | The Great Seer                   |
| 2012 | Kim Min-jong    | Como aman los hombres          | Kim Jung-nan    | Como aman los hombres            |
| 2012 | Lee Jong-hyuk   | Como aman los hombres          | Kim Jung-nan    | Como aman los hombres            |
| 2013 | Jung Woong-in   | I Can Hear Your Voice          | Kim Mi-kyung    | Master's Sun                     |
| 2013 | Lee Hyo-jung    | Jang Ok-jung, Living by Love   | Kim Sung-ryung  | The Heirs                        |
| 2013 | Jang Hyun-sung  | Goddess of Marriage            | Jang Young-nam  | Goddess of Marriage              |
| 2014 | Lee Kwang-soo   | It's Okay, That's Love         | Jin Kyung       | It's Okay, That's Love Pinocchio |
| 2014 | Kim Chang-wan   | My Love from the Star          | Go Doo-shim     | One Warm Word                    |
| 2014 | Jung Woong-in   | Endless Love                   | Kim Hye-sun     | Cheongdam-dong Scandal           |
| 2015 | Namkoong Min    | The Girl Who Sees Smells       | Lee Da-hee      | Mrs. Cop                         |
| 2015 | Jang Hyun-sung  | Heard It Through the Grapevine | Yoo In-young    | Mask                             |
| 2015 | Park Hyuk-kwon  | Six Flying Dragons             | Park Han-byul   | I Have a Lover                   |
| 2016 | Sung Dong-il    | Legend of the Blue Sea         | Seohyun         | Moon Lovers: Scarlet Heart Ryeo  |
| 2016 | Park Sung-woong | Remember: War of the Son       | Jun Hyo-sung    | Wanted                           |
| 2016 | Ohn Joo-wan     | Beautiful Gong Shim            | Seo Ji-hye      | Celos encarnados                 |
| 2016 | Song Jae-rim    | Our Gap-soon                   | Kim So-eun      | Our Gap-soon                     |

## Premios de los productores
| Año  | Ganador/a       | Drama                 |
| ---- | --------------- | --------------------- |
| 2006 | Kim Myung-min   | Bad Family            |
| 2006 | Kim Jung-eun    | Lovers                |
| 2007 | Lee Beom-soo    | Surgeon Bong Dal-hee  |
| 2007 | Bae Jong-ok     | My Husband's Woman    |
| 2008 | Bong Tae-gyu    | Working Mom           |
| 2008 | Moon Jeong-hee  | My Sweet Seoul        |
| 2009 | Jung Kyung-ho   | Ja Myung Go           |
| 2009 | Yoon Jung-hee   | Family's Honor        |
| 2010 | Cha In-pyo      | Daemul                |
| 2010 | Park Sang-min   | Giant                 |
| 2010 | Han Hye-jin     | Jejungwon             |
| 2011 | Song Joong-ki   | Deep Rooted Tree      |
| 2011 | Lee Yo-won      | 49 Days               |
| 2012 | Park Geun-hyung | The Chaser            |
| 2012 | Chae Shi-ra     | Five Fingers          |
| 2013 | Lee Bo-young    | I Can Hear Your Voice |
| 2014 | Jun Ji-hyun     | My Love from the Star |
| 2015 | Kim Rae-won     | Punch                 |
| 2018 | Um Ki-joon      | Cirujanos de corazón  |
| 2018 | Nam Sang-mi     | Let Me Introduce Her  |
| 2019 | Jang Na-ra      | VIP                   |
| 2020 | Joo Won         | Alice                 |

## Premios a los actores revelación
| Año  | Mejor actor     | Mejor actor                                                             | Mejor actriz   | Mejor actriz                  |
| Año  | Ganador         | Drama                                                                   | Ganadora       | Drama                         |
| ---- | --------------- | ----------------------------------------------------------------------- | -------------- | ----------------------------- |
| 1995 | -               | -                                                                       | Hwang Soo-jung | Thaw                          |
| 1996 | Jung Heung-chae | Im Kkeokjeong                                                           | Im Sang-ah     | Flames of Ambition            |
| 1998 | Kim Suk-hoon    | Letters Written on a Cloudy Day                                         | Lee Tae-ran    | Soonpoong Clinic              |
| 1998 | Ryu Jin         |                                                                         | Kim Hyun-joo   | I Love You, I Love You        |
| 1999 | -               | -                                                                       | Kang Sung-yeon | Happy Together                |
| 2000 | Jang Hyuk       | Wang Rung's Land                                                        | Hwang In-young | SWAT Police                   |
| 2000 | So Ji-sub       | Love Story: Miss Hip-hop and Mr. Rock Wang Rung's Land Cheers for Women | Kim Min-hee    | Juliet's Man                  |
| 2000 | So Ji-sub       | Love Story: Miss Hip-hop and Mr. Rock Wang Rung's Land Cheers for Women | Kim Yoo-mi     | SWAT Police Wrath of an Angel |
| 2017 | Yang Se-jong    | La temperatura del amor                                                 | Kim Da-som     | Band of Sisters               |
| 2018 | Ahn Hyo-seop    | Treinta, pero aún diecisiete                                            | Lee Yoo-young  | Your Honor                    |
| 2019 | Eum Moon-suk    | The Fiery Priest                                                        | Go Min-si      | Secret Boutique               |
| 2019 | Eum Moon-suk    | The Fiery Priest                                                        | Geum Sae-rok   | The Fiery Priest              |
| 2020 | Jo Byung-gyu    | Hot Stove League                                                        | So Joo-yeon    | Kim, el doctor romántico 2    |

## Premios a los actores jóvenes
| Año  | Mejor actor     | Mejor actor                         | Mejor actriz  | Mejor actriz                 |
| Año  | Ganador         | Drama                               | Ganadora      | Drama                        |
| ---- | --------------- | ----------------------------------- | ------------- | ---------------------------- |
| 1996 | Jung Soo-beom   | 육동일                              | Kwak Se-ryun  | The Brothers' River          |
| 1996 | Ahn Sung-tae    | 권해광                              | Kwak Se-ryun  | The Brothers' River          |
| 1998 | Kim Sung-min    | Soonpoong Clinic                    | Kim Sung-eun  | Soonpoong Clinic             |
| 2000 | Lee Jung-yoon   | Virtue                              | Shin Ji-soo   | Virtue                       |
| 2001 | Kwon Oh-min     |                                     | Eun Seo-woo   |                              |
| 2001 | Oh Seung-yoon   |                                     | Eun Seo-woo   |                              |
| 2002 | Kwak Jung-wook  | Rustic Period                       | Kim Soo-min   | Affection                    |
| 2003 | Park Ji-bin     | Perfect Love                        | Kim Won-mi    | Perfect Love                 |
| 2003 | Park Ji-bin     | Perfect Love                        | Park Shin-hye | Escalera al cielo            |
| 2004 | Kim Young-chan  | Lovers in Paris                     | Bae Na-yeon   | The Land                     |
| 2005 | -               | -                                   | Byun Joo-yeon | Fashion 70's                 |
| 2005 | -               | -                                   | Lee Young-yoo | Bad Housewife                |
| 2006 | Kim Ji-han      |                                     | Nam Ji-hyun   | My Love                      |
| 2007 | Yoo Seung-ho    | The King and I                      | Park Bo-young | The King and I               |
| 2007 | Joo Min-soo     | The King and I Surgeon Bong Dal-hee | Park Bo-young | The King and I               |
| 2008 | Yeo Jin-goo     | Iljimae                             | Kim Yoo-jung  | Painter of the Wind          |
| 2009 | Jung Yun-seok   | Temptation of Wife                  | Kim Su-jung   | Two Wives                    |
| 2017 | -               | -                                   | Kim Ji-min    | Super Family 2017            |
| 2018 | -               | -                                   | Park Si-eun   | Treinta, pero aún diecisiete |
| 2019 | Yoon Chan-young | Doctor John Everything and Nothing  | -             | -                            |
| 2020 | Ahn Ji-ho       | Nobody Knows                        | Kim Hyun-soo  | Penthouse: War In Life       |

## Premios de popularidad

### Premio a la popularidad en Internet
| Año  | Ganador/a       | Drama                                           |
| ---- | --------------- | ----------------------------------------------- |
| 1996 | Jung Chan       | August Bride                                    |
| 1996 | Kim Ji-ho       | August Bride                                    |
| 1996 | Kim Won-hee     |                                                 |
| 1996 | Lee Young-beom  | LA Arirang                                      |
| 1998 | Kim Nam-joo     | Steal My Heart                                  |
| 1998 | Kim So-yeon     | Soonpoong Clinic Winners I Love You, I Love You |
| 1998 | Song Seung-heon | Winners                                         |
| 1999 | Cha Tae-hyun    | Happy Together                                  |
| 1999 | Jun Ji-hyun     | Happy Together                                  |
| 1999 | Jung Woong-in   | Eun-shil Waves                                  |
| 2000 | Cha Tae-hyun    | Juliet's Man                                    |
| 2000 | Park Chae-rim   | Cheers for Women                                |
| 2001 | Go Soo          | Piano                                           |
| 2001 | Kim Ha-neul     | Piano                                           |
| 2001 | Park Sun-young  | Wonderful Days                                  |
| 2001 | Yoon Da-hoon    | Guardian Angel                                  |
| 2002 | Jo In-sung      | Shoot for the Stars                             |
| 2002 | Kim Jaewon      | Rival                                           |
| 2002 | So Yoo-jin      | Rival                                           |
| 2002 | Kim Min-hee     | Age of Innocence                                |
| 2004 | Kim Rae-won     | Love Story in Harvard                           |
| 2004 | Kim Tae-hee     | Love Story in Harvard                           |
| 2005 | Jo In-sung      | Spring Day                                      |
| 2005 | Kim Hyun-joo    | The Land                                        |
| 2006 | Lee Seo-jin     | Lovers                                          |
| 2006 | Park Jin-hee    | Please Come Back, Soon-ae                       |
| 2007 | Park Shin-yang  | War of Money                                    |
| 2007 | Lee Yo-won      | Surgeon Bong Dal-hee                            |
| 2008 | Lee Joon-gi     | Iljimae                                         |
| 2009 | Jang Keun-suk   | You're Beautiful                                |
| 2010 | Hyun Bin        | Jardín secreto                                  |
| 2010 | Ha Ji-won       | Jardín secreto                                  |
| 2011 | Lee Min-ho      | City Hunter                                     |
| 2011 | Choi Kang-hee   | Protect the Boss                                |
| 2012 | Park Yoo-chun   | Rooftop Prince                                  |
| 2012 | Kim Ha-neul     | Como aman los hombres                           |
| 2013 | Lee Min-ho      | The Heirs                                       |
| 2014 | Kim Soo-hyun    | My Love from the Star                           |
| 2015 | Kim Hyun-joo    | I Have a Lover                                  |

### Premio SBSi
| Año  | Ganador/a     | Drama             |
| ---- | ------------- | ----------------- |
| 2000 | Cha Tae-hyun  | Juliet's Man      |
| 2000 | Kim Hee-sun   | Tomato            |
| 2001 | Lee Byung-hun | Beautiful Days    |
| 2001 | Song Hye-kyo  | Guardian Angel    |
| 2002 | Kim Jaewon    | Romance           |
| 2002 | Kim Hyun-joo  | Glass Slippers    |
| 2003 | Kwon Sang-woo | Escalera al cielo |
| 2003 | Kim Hee-ae    | Perfect Love      |

### Premio a la mejor pareja
| Año  | Ganadores                       | Drama                              |
| ---- | ------------------------------- | ---------------------------------- |
| 2007 | Kim Byung-se y Ha Yoo-mi        | My Husband's Woman                 |
| 2007 | Lee Beom-soo y Lee Yo-won       | Surgeon Bong Dal-hee               |
| 2008 | Moon Chae-won y Moon Geun-young | Painter of the Wind                |
| 2009 | Lee Seung-gi y Han Hyo-joo      | Sorpresas del destino              |
| 2010 | Hyun Bin y Ha Ji-won            | Jardín secreto                     |
| 2010 | Joo Sang-wook y Hwang Jung-eum  | Giant                              |
| 2010 | Lee Seung-gi y Shin Min-a       | My Girlfriend is a Nine-Tailed Fox |
| 2011 | Ji Sung y Choi Kang-hee         | Protect the Boss                   |
| 2012 | Kim Min-jong y Yoon Jin-yi      | Como aman los hombres              |
| 2012 | Park Yoo-chun y Han Ji-min      | Rooftop Prince                     |
| 2013 | Lee Min-ho y Park Shin-hye      | The Heirs                          |
| 2014 | Jo In-sung y Gong Hyo-jin       | It's Okay, That's Love             |
| 2014 | Joo Sang-wook y Han Ye-seul     | Birth of a Beauty                  |
| 2014 | Kim Soo-hyun y Jun Ji-hyun      | My Love from the Star              |
| 2014 | Lee Jong-suk y Park Shin-hye    | Pinocchio                          |
| 2015 | Joo Won y Kim Tae-hee           | Yong Pal                           |
| 2015 | Yoo Ah-in y Shin Se-kyung       | Six Flying Dragons                 |
| 2015 | Ji Jin-hee y Kim Hyun-joo       | I Have a Lover                     |
| 2016 | Yoo Yeon-seok y Seo Hyun-jin    | Kim, el doctor romántico           |
| 2016 | Lee Joon-gi y Lee Ji-eun        | Moon Lovers: Scarlet Heart Ryeo    |
| 2016 | Lee Min-ho y Jun Ji-hyun        | Legend of the Blue Sea             |
| 2017 | Lee Jong-suk y Bae Suzy         | While You Were Sleeping            |
| 2018 | Kam Woo-sung y Kim Sun-a        | Should We Kiss First?              |
| 2019 | Lee Seung-gi y Bae Suzy         | Vagabond                           |
| 2020 | Kim Min-jae y Park Eun-bin      | Do You Like Brahms?                |